# Els fixies contra els crabots
Els fixies contra els crabots (títol original en rus, Фи́ксики про́тив кра́ботов; transcrit com a Fíksiki prótiv kràbotov) és un llargmetratge d'animació russa dels estudis Aeroplan, basat en la sèrie animada Els fixies. Els personatges principals de la pel·lícula van ser interpretats per Dmitri Nazàrov, Nonna Grixàieva, Larissa Brókhman, Diomid Vinogràdov i el videobloguer i actor Sienduk. S'ha doblat al català.
La pel·lícula es va estrenar a gran escala el 21 de desembre de 2019. S'havia previst l'estrena de la sèrie d'animació Kraboti (Кработы), que constava de 78 episodis de 7 minuts cadascun i que era una preqüela de la pel·lícula, però es va cancel·lar. Tot el que queda de la sèrie animada és l'animació del primer episodi.